# Torre del Botafoc
La Torre del Botafoc és una torre situada dins del terme municipal del Vendrell. Va ser construïda per ordre del Govern Militar liberal, després de l'entrada dels carlins al Vendrell, el 4 de març de 1874. Actualment no es pot visitar, es pot veure per fora. Aquesta torre es troba al costat de la Riera de la Bisbal i dona nom a la urbanització Botafoc.

## Descripció
Aquesta torre es troba en un lloc privilegiat per assabentar-se des d'on podien venir les tropes. A més d'aquesta torre, també n'hi ha d'altres al Vendrell com la torre del Puig i la Torre del Cintoi, aquesta en pitjor estat. La torre del Puig és exactament igual que la del Botafoc, doncs es va construir en el mateix període.
És una torre de forma circular construïda al segle xix que tenia una funció de defensa. La data de construcció, el juliol de 1874, va sortir gravada a la paret en el tercer nivell, quan va ser restaurada l'any 1995. Té una alçada aproximada de 8 metres i tres nivells: un soterrani i dues plantes amb obertures rectangulars llargues i estretes. Aquestes servien per a tres coses: per a tenir llum a dintre, per a mirar sense ser vist i per disparar des de dins cap a fora. Aquestes finestretes es diuen espitlleres. La porta està situada a la segona planta, i s'hi devia accedir per una escala que possiblement era de fusta i es podia treure.
Hi ha qui diu que el nom Botafoc és perquè hi havia hagut canons. Al terrat de la Torre de Botafoc hi havia un canó que girava en qualsevol direcció, i per encendre'l, calia un botafoc. Un botafoc és un pal que portava a un cap a la metxa encesa per a calar foc al canó. Una altra versió diu que el nom de Botafoc prové del renom del propietari de la terra on es va edificar. El darrer membre d'aquesta família va ser Joan Nin i Porta (1877-1919), conegut com a "Vell Botafoc".